# Holec
Holec N.V. is een voormalig Nederlands elektrotechnisch bedrijf dat voornamelijk actief was op het gebied van de midden- en laagspanningstechniek. Het bedrijf werd in 1963 opgericht en heeft tot 2003 bestaan, toen de laatste overgebleven bedrijfsactiviteiten werden overgenomen door Eaton Corporation.
De noodstroomdivisie van Holec in Almelo, HITEC Power Protection B.V. bleef actief als eigendom van het Japanse Air Water Inc.

## Geschiedenis
In 1962 vond een aandelenruil plaats tussen Heemaf en Smit Slikkerveer, twee Nederlandse elektrotechnische bedrijven die gezamenlijk een sterkere rol wilden gaan spelen op zowel de nationale als internationale markt. Ruim een jaar later, in 1963 zochten de twee bedrijven een samenwerking met Hazemeyer en werd het bedrijf 'Samenwerkende Elektrotechnische Fabrieken Holec N.V.' opgericht. In 1969 ontstond een groter samenwerkingsverband tussen Holec en Smit Nijmegen Electrotechnische Fabrieken (dat inmiddels de bedrijven EMF Dordt, Coq Utrecht, AFO Hattem en Olthof Ede had overgenomen). Dit concern ging verder onder de bedrijfsnaam 'Holec'; als logo gebruikt Holec de 3-potige H van Hazemeyer.
In de jaren zeventig kregen de aangesloten bedrijven door de tegenvallende conjunctuur te maken met reorganisaties en massaontslagen. De eerste reorganisaties werden doorgevoerd en ook de namen wijzigden. Eind jaren zeventig volgde er een veel ingrijpender reorganisatie en werden gelijkwaardige activiteiten samengevoegd tot vier productgroepen: Coq en Hazemeyer gingen op in Holec Schakelaargroep, Heemaf, EMF Dordt en Smit Slikkerveer in Holec Machines & systemengroep en Smit Nijmegen werd Holec Transformatorgroep. Verdere onrust binnen het Holec-concern volgde, directeuren kwamen en gingen, steeds nieuwe reorganisaties gingen gepaard met ontslagen en dit alles met op de achtergrond een recessie en steeds maar stijgende werkloosheid.
Ook daarna ging het slecht, delen van Holec werden verkocht en in 1989 werd Holec overgenomen door Royal Begemann Group (RBG) van bedrijvendoktor Joep van den Nieuwenhuyzen. Aanvankelijk leidde de fusie tot een opleving van Holec, maar in de loop van de jaren ontstonden er binnen Begemann problemen (onder andere door de RDM-affaire) en Begemann verkocht delen van het bedrijf: zo werden de hoogspanningsactiviteiten in 1994 verkocht aan Elin uit Oostenrijk. De resterende delen (Holec-internationaal) kwamen in handen van de Union Bank of Switzerland (UBS). Deze had de bedoeling om het bedrijf in 1997 naar de beurs te brengen, maar dat mislukte. In 1998 werd Holec toegevoegd aan de elektrische divisie van de Britse industriële producent Delta plc, die vervolgens in 2003 werd overgenomen door het Amerikaanse Eaton.